# Elissa

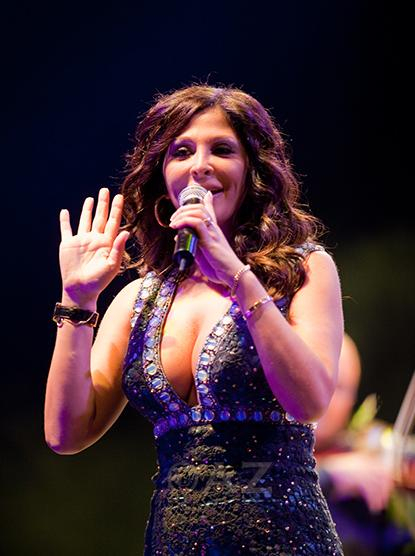
Elissar Zakaria Khoury

Elissar Zakaria Khoury (em árabe: إليسار زكريا خوري; n. Deir el Ahmar, Líbano, 27 de outubro de 1972), conhecida como Elissa (em árabe: إليسا) é uma cantora libanesa ganhadora de vários prêmios internacionais. Ela é uma das cantoras mais conhecidas no mundo árabe e é considerada um dos melhores artistas em venda no Oriente Médio.[parcial?]
Famosa por seu estilo passional de música vocal e capacidades únicas, Elissa é muitas vezes referida como a "Rainha do Romance" e "Rainha dos sentimentos" . Elissa foi o primeiro músico libanês a ganhar o World Music Award em 2005 e 2006 por melhor venda de álbuns no Oriente Médio.

## Discografia
- 1999: Baddi Doub[1]
- 2000: W'akherta Ma'ak[1]
- 2002: Ayshalak[1]
- 2004: Ahla Donya
- 2006: Bastanak
- 2007: Ayami Beek
- 2009: Tsadaq Bmein
- 2012:  Asa'ad Wahda
- 2014: Halet Hob
- 2016: Saharna Ya Lail
- 2018: Ila Kol Elli Bihebbouni